# Nécropole de Duratón
La nécropole de Duratón (en espagnol : Necrópolis [visigoda] de Duratón) est une nécropole wisigothique située à Duratón (es), dans la province de Ségovie, en Castille.

## Histoire

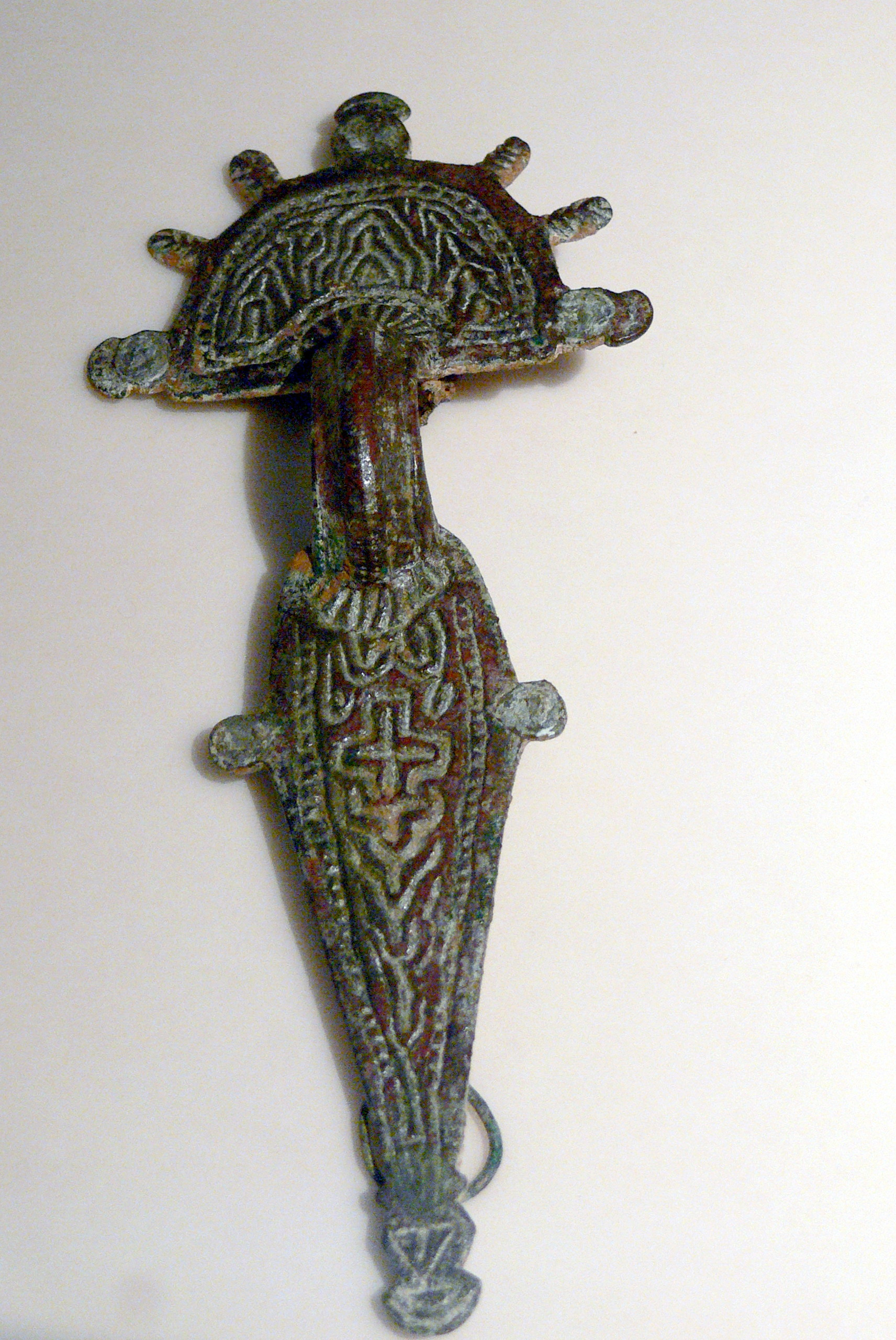
Fibule wisigothique du VIe siècle découverte à Castiltierra, près de Ségovie ; ce type de fibule fut retrouvé dans la nécropole de Duratón.

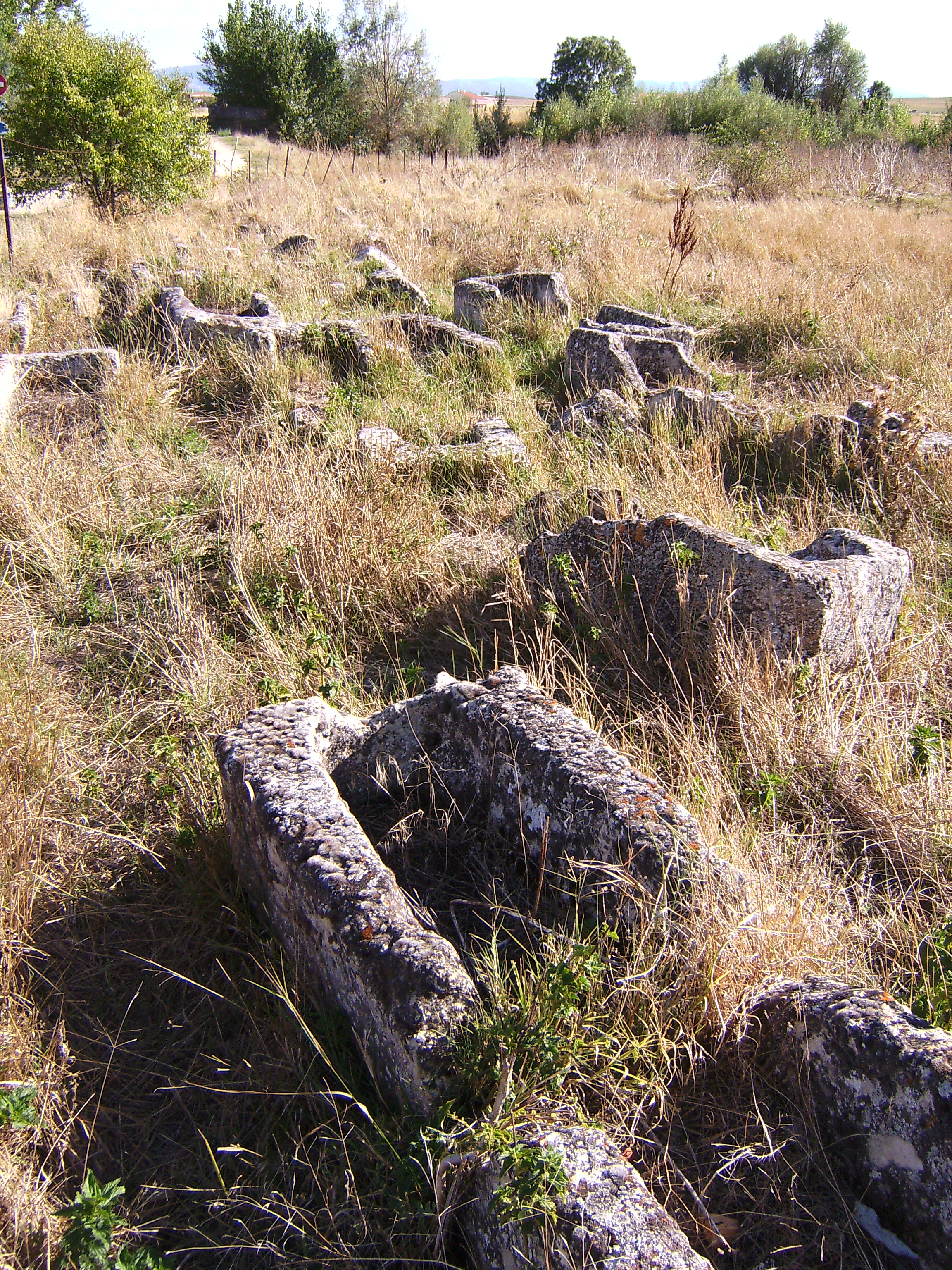
Sarcophages wisigothiques abandonnés.

Située près de l'ancienne cité romaine de Confluenta (es) (ou Confluentia), la nécropole fut découverte en 1929 par un paysan qui travaillait la terre à proximité de l'église Nuestra Señora de la Asunción, une église romane érigée en 1203 à l'emplacement du site.
Les fouilles menées dans les années 1940 par l'archéologue espagnol Antonio Molinero Pérez ont mis au jour pas moins de 666 sépultures datant d'une période allant de la seconde moitié du Ve siècle au milieu du VIe siècle, correspondant au début de l'implantation des Wisigoths dans la péninsule Ibérique.
Ces tombes, construites selon des techniques diverses (tombes en pleine terre, avec ou sans cercueil, constructions en dalles, cuves de sarcophages assemblées, etc.), contenaient entre autres des amulettes, des bijoux (boucles d'oreille, colliers, broches, bracelets, bagues, etc.), des plaques-boucles, des fibules, ainsi que des monnaies romaines et byzantines de bronze et d'argent, notamment un solidus représentant l'empereur Anastase Ier (491–518). Les squelettes ont généralement la tête tournée vers l'ouest.
Ces découvertes archéologiques sont conservées au Musée de Ségovie (es).
La nécropole de Duratón, qui fait partie d'un vaste ensemble de nécropoles hispano-wisigothiques localisées pour la plupart dans la Meseta castillane, est l'une des plus importantes nécropoles de la période wisigothique (Ve – VIIIe siècles).